# Lista över fornlämningar i Västerås kommun (Romfartuna)
Lista över fornlämningar i Västerås kommun (Romfartuna) är en förteckning av ett urval av de fornlämningar som finns i Romfartuna i Västerås kommun.
| Namn                           | Lämningstyp                      | Tillkomsttid | Historisk indelning     | Plats | Läge                 | ID-nr          | Bild                                 |
| ------------------------------ | -------------------------------- | ------------ | ----------------------- | ----- | -------------------- | -------------- | ------------------------------------ |
| Romfartuna 2:1                 | Kyrka/kapell                     |              | Romfartuna, Västmanland |       | 59.715455, 16.597405 | 10231300020001 | Ladda upp en bild av detta fornminne |
| Romfartuna 3:1                 | Gravfält                         |              | Romfartuna, Västmanland |       | 59.715306, 16.596008 | 10231300030001 | Ladda upp en bild av detta fornminne |
| Romfartuna 6:1                 | Gravfält                         |              | Romfartuna, Västmanland |       | 59.709872, 16.564585 | 10231300060001 | Ladda upp en bild av detta fornminne |
| Silverbacken (Romfartuna 7:1)  | Gravfält                         |              | Romfartuna, Västmanland |       | 59.723616, 16.544996 | 10231300070001 | Ladda upp en bild av detta fornminne |
| Romfartuna 8:1                 | Stensättning                     |              | Romfartuna, Västmanland |       | 59.714615, 16.572473 | 10231300080001 | Ladda upp en bild av detta fornminne |
| Romfartuna 11:1                | Stensättning                     |              | Romfartuna, Västmanland |       | 59.717940, 16.598884 | 10231300110001 | Ladda upp en bild av detta fornminne |
| Romfartuna 14:1                | Gravfält                         |              | Romfartuna, Västmanland |       | 59.723473, 16.575272 | 10231300140001 | Ladda upp en bild av detta fornminne |
| Romfartuna 16:1                | Stensättning                     |              | Romfartuna, Västmanland |       | 59.706118, 16.535035 | 10231300160001 | Ladda upp en bild av detta fornminne |
| Romfartuna 16:2                | Stensättning                     |              | Romfartuna, Västmanland |       | 59.706127, 16.534474 | 10231300160002 | Ladda upp en bild av detta fornminne |
| Romfartuna 17:1                | Stensättning                     |              | Romfartuna, Västmanland |       | 59.705149, 16.533170 | 10231300170001 | Ladda upp en bild av detta fornminne |
| Romfartuna 18:1                | Husgrund, förhistorisk/medeltida |              | Romfartuna, Västmanland |       | 59.704408, 16.540280 | 10231300180001 | Ladda upp en bild av detta fornminne |
| Kungsbacken (Romfartuna 23:1)  | Gravfält                         |              | Romfartuna, Västmanland |       | 59.710768, 16.540337 | 10231300230001 | Ladda upp en bild av detta fornminne |
| Romfartuna 26:1                | Grav markerad av sten/block      |              | Romfartuna, Västmanland |       | 59.714304, 16.539217 | 10231300260001 | Ladda upp en bild av detta fornminne |
| Romfartuna 30:1                | Stensättning                     |              | Romfartuna, Västmanland |       | 59.731691, 16.558352 | 10231300300001 | Ladda upp en bild av detta fornminne |
| Romfartuna 34:1                | Hällristning                     |              | Romfartuna, Västmanland |       | 59.735761, 16.559302 | 10231300340001 | Ladda upp en bild av detta fornminne |
| Romfartuna 36:1                | Gravfält                         |              | Romfartuna, Västmanland |       | 59.733584, 16.566366 | 10231300360001 | Ladda upp en bild av detta fornminne |
| Romfartuna 37:1                | Gravfält                         |              | Romfartuna, Västmanland |       | 59.732880, 16.565735 | 10231300370001 | Ladda upp en bild av detta fornminne |
| Romfartuna 39:1                | Gravfält                         |              | Romfartuna, Västmanland |       | 59.732714, 16.542651 | 10231300390001 | Ladda upp en bild av detta fornminne |
| Romfartuna 40:1                | Gravfält                         |              | Romfartuna, Västmanland |       | 59.694732, 16.560887 | 10231300400001 | Ladda upp en bild av detta fornminne |
| Romfartuna 41:1                | Hög                              |              | Romfartuna, Västmanland |       | 59.691111, 16.560575 | 10231300410001 | Ladda upp en bild av detta fornminne |
| Romfartuna 46:1                | Gravfält                         |              | Romfartuna, Västmanland |       | 59.695766, 16.558186 | 10231300460001 | Ladda upp en bild av detta fornminne |
| Romfartuna 47:1                | Hög                              |              | Romfartuna, Västmanland |       | 59.732326, 16.530810 | 10231300470001 | Ladda upp en bild av detta fornminne |
| Romfartuna 47:2                | Hög                              |              | Romfartuna, Västmanland |       | 59.732214, 16.530828 | 10231300470002 | Ladda upp en bild av detta fornminne |
| Romfartuna 48:1                | Stensättning                     |              | Romfartuna, Västmanland |       | 59.732612, 16.530887 | 10231300480001 | Ladda upp en bild av detta fornminne |
| Romfartuna 48:2                | Stensättning                     |              | Romfartuna, Västmanland |       | 59.732618, 16.531090 | 10231300480002 | Ladda upp en bild av detta fornminne |
| Romfartuna 48:3                | Stensättning                     |              | Romfartuna, Västmanland |       | 59.732657, 16.531290 | 10231300480003 | Ladda upp en bild av detta fornminne |
| Asbacken (Romfartuna 50:1)     | Stensättning                     |              | Romfartuna, Västmanland |       | 59.697829, 16.539565 | 10231300500001 | Ladda upp en bild av detta fornminne |
| Romfartuna 51:1                | Stensättning                     |              | Romfartuna, Västmanland |       | 59.695140, 16.548564 | 10231300510001 | Ladda upp en bild av detta fornminne |
| Romfartuna 53:1                | Stensättning                     |              | Romfartuna, Västmanland |       | 59.692022, 16.545415 | 10231300530001 | Ladda upp en bild av detta fornminne |
| Romfartuna 56:1                | Husgrund, förhistorisk/medeltida |              | Romfartuna, Västmanland |       | 59.691098, 16.541259 | 10231300560001 | Ladda upp en bild av detta fornminne |
| Romfartuna 58:1                | Röse                             |              | Romfartuna, Västmanland |       | 59.694763, 16.536483 | 10231300580001 | Ladda upp en bild av detta fornminne |
| Romfartuna 62:1                | Stensättning                     |              | Romfartuna, Västmanland |       | 59.744220, 16.569834 | 10231300620001 | Ladda upp en bild av detta fornminne |
| Romfartuna 63:1                | Hög                              |              | Romfartuna, Västmanland |       | 59.749994, 16.558979 | 10231300630001 | Ladda upp en bild av detta fornminne |
| Romfartuna 66:1                | Gravfält                         |              | Romfartuna, Västmanland |       | 59.703940, 16.582334 | 10231300660001 | Ladda upp en bild av detta fornminne |
| Romfartuna 67:1                | Fornborg                         |              | Romfartuna, Västmanland |       | 59.698298, 16.526024 | 10231300670001 | Ladda upp en bild av detta fornminne |
| Romfartuna 85:1                | Hög                              |              | Romfartuna, Västmanland |       | 59.692285, 16.576292 | 10231300850001 | Ladda upp en bild av detta fornminne |
| Romfartuna 85:2                | Stensättning                     |              | Romfartuna, Västmanland |       | 59.692183, 16.576332 | 10231300850002 | Ladda upp en bild av detta fornminne |
| Romfartuna 88:1                | Hällristning                     |              | Romfartuna, Västmanland |       | 59.712634, 16.540383 | 10231300880001 | Ladda upp en bild av detta fornminne |
| Älvstenarna (Romfartuna 89:1)  | Hällristning                     |              | Romfartuna, Västmanland |       | 59.713444, 16.539084 | 10231300890001 | Ladda upp en bild av detta fornminne |
| Älvstenarna (Romfartuna 89:2)  | Hällristning                     |              | Romfartuna, Västmanland |       | 59.713424, 16.538891 | 10231300890002 | Ladda upp en bild av detta fornminne |
| Romfartuna 93:1                | Hällristning                     |              | Romfartuna, Västmanland |       | 59.729885, 16.540114 | 10231300930001 | Ladda upp en bild av detta fornminne |
| Romfartuna 95:1                | Stensättning                     |              | Romfartuna, Västmanland |       | 59.735376, 16.541944 | 10231300950001 | Ladda upp en bild av detta fornminne |
| Romfartuna 97:1                | Hällristning                     |              | Romfartuna, Västmanland |       | 59.723781, 16.533167 | 10231300970001 | Ladda upp en bild av detta fornminne |
| Romfartuna 97:2                | Hällristning                     |              | Romfartuna, Västmanland |       | 59.723839, 16.533087 | 10231300970002 | Ladda upp en bild av detta fornminne |
| Romfartuna 100:1               | Stensättning                     |              | Romfartuna, Västmanland |       | 59.724929, 16.548540 | 10231301000001 | Ladda upp en bild av detta fornminne |
| Romfartuna 100:2               | Hög                              |              | Romfartuna, Västmanland |       | 59.724965, 16.548288 | 10231301000002 | Ladda upp en bild av detta fornminne |
| Romfartuna 100:3               | Stensättning                     |              | Romfartuna, Västmanland |       | 59.724805, 16.548569 | 10231301000003 | Ladda upp en bild av detta fornminne |
| Romfartuna 108:1               | Stensättning                     |              | Romfartuna, Västmanland |       | 59.765466, 16.541076 | 10231301080001 | Ladda upp en bild av detta fornminne |
| Sjöbo skans (Romfartuna 111:1) | Fornborg                         |              | Romfartuna, Västmanland |       | 59.742159, 16.509867 | 10231301110001 | Ladda upp en bild av detta fornminne |
| Romfartuna 115:1               | Stensättning                     |              | Romfartuna, Västmanland |       | 59.769212, 16.543270 | 10231301150001 | Ladda upp en bild av detta fornminne |
| Romfartuna 116:1               | Gravfält                         |              | Romfartuna, Västmanland |       | 59.772606, 16.545111 | 10231301160001 | Ladda upp en bild av detta fornminne |
| Romfartuna 125:1               | Stensättning                     |              | Romfartuna, Västmanland |       | 59.710231, 16.558234 | 10231301250001 | Ladda upp en bild av detta fornminne |
| Romfartuna 126:1               | Stensättning                     |              | Romfartuna, Västmanland |       | 59.710304, 16.558673 | 10231301260001 | Ladda upp en bild av detta fornminne |
| Romfartuna 127:1               | Hällristning                     |              | Romfartuna, Västmanland |       | 59.723559, 16.574761 | 10231301270001 | Ladda upp en bild av detta fornminne |
| Romfartuna 128:1               | Gravfält                         |              | Romfartuna, Västmanland |       | 59.726788, 16.578330 | 10231301280001 | Ladda upp en bild av detta fornminne |
| Romfartuna 134:1               | Hög                              |              | Romfartuna, Västmanland |       | 59.752217, 16.547982 | 10231301340001 | Ladda upp en bild av detta fornminne |
| Romfartuna 136:1               | Gravfält                         |              | Romfartuna, Västmanland |       | 59.753136, 16.539415 | 10231301360001 | Ladda upp en bild av detta fornminne |
| Romfartuna 144:1               | Stensättning                     |              | Romfartuna, Västmanland |       | 59.759060, 16.528338 | 10231301440001 | Ladda upp en bild av detta fornminne |
| Romfartuna 147:1               | Hög                              |              | Romfartuna, Västmanland |       | 59.765768, 16.558023 | 10231301470001 | Ladda upp en bild av detta fornminne |
| Romfartuna 156:1               | Hällristning                     |              | Romfartuna, Västmanland |       | 59.703824, 16.568951 | 10231301560001 | Ladda upp en bild av detta fornminne |
| Romfartuna 172:1               | Husgrund, förhistorisk/medeltida |              | Romfartuna, Västmanland |       | 59.695393, 16.560507 | 10231301720001 | Ladda upp en bild av detta fornminne |
| Romfartuna 173:1               | Hällristning                     |              | Romfartuna, Västmanland |       | 59.696521, 16.553472 | 10231301730001 | Ladda upp en bild av detta fornminne |
| Romfartuna 176:1               | Hög                              |              | Romfartuna, Västmanland |       | 59.697804, 16.493464 | 10231301760001 | Ladda upp en bild av detta fornminne |
| Romfartuna 177:1               | Stensättning                     |              | Romfartuna, Västmanland |       | 59.687004, 16.545525 | 10231301770001 | Ladda upp en bild av detta fornminne |
| Romfartuna 180:1               | Stensättning                     |              | Romfartuna, Västmanland |       | 59.782021, 16.518053 | 10231301800001 | Ladda upp en bild av detta fornminne |
| Romfartuna 187:1               | Hällristning                     |              | Romfartuna, Västmanland |       | 59.707809, 16.564661 | 10231301870001 | Ladda upp en bild av detta fornminne |
| Romfartuna 187:2               | Hällristning                     |              | Romfartuna, Västmanland |       | 59.707844, 16.564815 | 10231301870002 | Ladda upp en bild av detta fornminne |
| Romfartuna 189:1               | Hällristning                     |              | Romfartuna, Västmanland |       | 59.716495, 16.539659 | 10231301890001 | Ladda upp en bild av detta fornminne |
| Romfartuna 189:2               | Hällristning                     |              | Romfartuna, Västmanland |       | 59.716525, 16.539905 | 10231301890002 | Ladda upp en bild av detta fornminne |
| Romfartuna 194:1               | Hällristning                     |              | Romfartuna, Västmanland |       | 59.752414, 16.508668 | 10231301940001 | Ladda upp en bild av detta fornminne |
| Romfartuna 195:1               | Stensättning                     |              | Romfartuna, Västmanland |       | 59.703721, 16.526969 | 10231301950001 | Ladda upp en bild av detta fornminne |
| Romfartuna 198:1               | Hällristning                     |              | Romfartuna, Västmanland |       | 59.723111, 16.549286 | 10231301980001 | Ladda upp en bild av detta fornminne |
| Romfartuna 199:1               | Hällristning                     |              | Romfartuna, Västmanland |       | 59.723123, 16.547499 | 10231301990001 | Ladda upp en bild av detta fornminne |
| Romfartuna 200:1               | Hällristning                     |              | Romfartuna, Västmanland |       | 59.711485, 16.556943 | 10231302000001 | Ladda upp en bild av detta fornminne |
| Romfartuna 200:2               | Hällristning                     |              | Romfartuna, Västmanland |       | 59.711792, 16.557256 | 10231302000002 | Ladda upp en bild av detta fornminne |
| Romfartuna 200:3               | Hällristning                     |              | Romfartuna, Västmanland |       | 59.711967, 16.557746 | 10231302000003 | Ladda upp en bild av detta fornminne |
| Romfartuna 200:4               | Hällristning                     |              | Romfartuna, Västmanland |       | 59.712090, 16.557909 | 10231302000004 | Ladda upp en bild av detta fornminne |
| Romfartuna 200:5               | Hällristning                     |              | Romfartuna, Västmanland |       | 59.712005, 16.557975 | 10231302000005 | Ladda upp en bild av detta fornminne |
| Romfartuna 201:1               | Hällristning                     |              | Romfartuna, Västmanland |       | 59.697894, 16.556474 | 10231302010001 | Ladda upp en bild av detta fornminne |
| Romfartuna 201:2               | Hällristning                     |              | Romfartuna, Västmanland |       | 59.697953, 16.556702 | 10231302010002 | Ladda upp en bild av detta fornminne |
| Romfartuna 201:3               | Hällristning                     |              | Romfartuna, Västmanland |       | 59.698026, 16.556591 | 10231302010003 | Ladda upp en bild av detta fornminne |
| Romfartuna 201:4               | Hällristning                     |              | Romfartuna, Västmanland |       | 59.698127, 16.556582 | 10231302010004 | Ladda upp en bild av detta fornminne |
| Romfartuna 202:1               | Hällristning                     |              | Romfartuna, Västmanland |       | 59.698510, 16.557107 | 10231302020001 | Ladda upp en bild av detta fornminne |
| Romfartuna 203:1               | Hällristning                     |              | Romfartuna, Västmanland |       | 59.698142, 16.557295 | 10231302030001 | Ladda upp en bild av detta fornminne |
| Romfartuna 209:1               | Hög                              |              | Romfartuna, Västmanland |       | 59.798288, 16.554197 | 10231302090001 | Ladda upp en bild av detta fornminne |
| Romfartuna 212:1               | Stensättning                     |              | Romfartuna, Västmanland |       | 59.796369, 16.523282 | 10231302120001 | Ladda upp en bild av detta fornminne |
| Romfartuna 212:2               | Stensättning                     |              | Romfartuna, Västmanland |       | 59.796388, 16.523054 | 10231302120002 | Ladda upp en bild av detta fornminne |
| Romfartuna 241:1               | Lägenhetsbebyggelse              |              | Romfartuna, Västmanland |       | 59.814485, 16.520823 | 10231302410001 | Ladda upp en bild av detta fornminne |